# Sami Blomqvist
Sami Pauli Blomqvist (* 12. Juni 1990 in Örnsköldsvik, Schweden) ist ein deutsch-finnischer Eishockeyspieler, der seit Juli 2023 erneut beim ESV Kaufbeuren aus der DEL2 unter Vertrag steht und dort auf der Position des Flügelstürmers spielt. Blomqvist war bereits einmal sechs Spielzeiten in Kaufbeuren aktiv und bestritt davor unter anderem weit über 200 Spiele in der finnischen (SM-)Liiga. Sein Vater Timo Blomqvist war ebenfalls professioneller Eishockeyspieler.

## Karriere

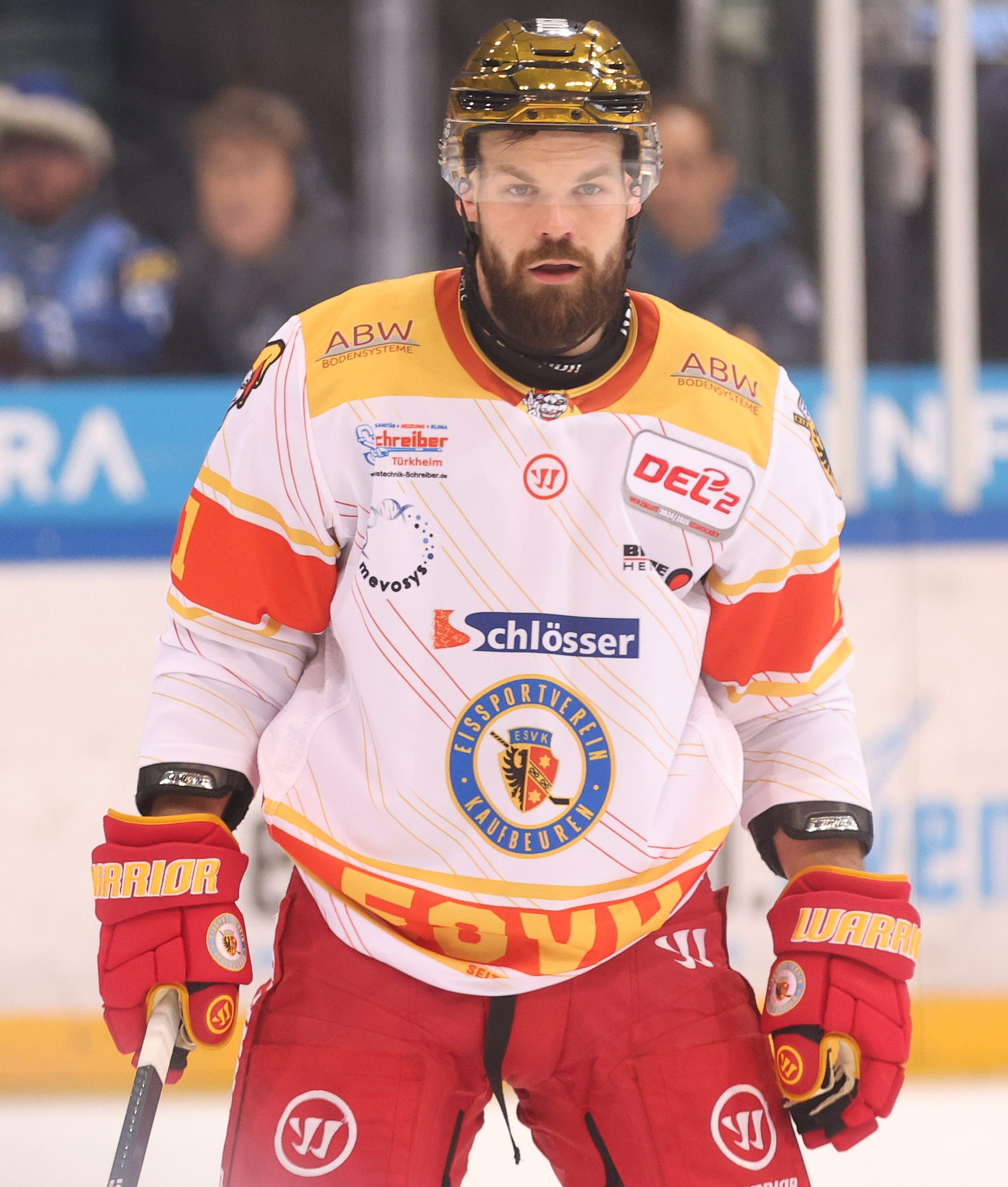
Blomqvist im Trikot des ESV Kaufbeuren (2024)

Sami Blomqvist kam im schwedischen Örnsköldsvik zur Welt, während sein Vater Timo bei MoDo Hockey Örnsköldsvik unter Vertrag stand. Er selbst erlernte das Eishockeyspielen in der Nachwuchsabteilung der Espoo Blues in Finnland und durchlief dort die Nachwuchsteams bis hin zur U20-Mannschaft. Im Jahr 2008 debütierte Blomqvist in der SM-liiga, konnte allerdings nur ein Spiel absolvieren und spielte weiterhin in der finnischen Nuorten SM-liiga. In der Saison darauf wurde er dort zweitbester Scorer. In den nachfolgenden Jahren konnte der Flügelstürmer sich vorerst allerdings nicht in der SM-liiga durchsetzen und pendelte zwischen der ersten und zweiten Liga. Dort spielte er auf Leihbasis für Kiekko-Vantaa.
Vor der Spielzeit 2010/11 wechselte Blomqvist innerhalb der SM-liiga zum Ligakonkurrenten Pelicans Lahti, wo ihm der Sprung zum Stammspieler gelang. Leihweise kam er aber auch zu einigen Einsätzen in der Mestis für Heinolan Peliitat, bevor weitere Leihen folgten. Zunächst absolvierte der Nachwuchsspieler einige Partien für Rauman Lukko in der SM-liiga, danach für Vaasan Sport in der Mestis. Mit Vaasan gelang am Saisonende der Gewinn der Meisterschaft. Anschließend wechselte der Finne erstmals in Ausland, als er sich zur Saison 2012/13 den Herning Blue Fox aus der dänischen AL-Bank Ligaen anschloss. Dort spielte er allerdings nur bis Mitte Januar 2013, ehe er in sein Heimatland zurückkehrte und die Spielzeit bei Jokipojat. Bei Jokipojat verblieb Blomqvist auch in der Saison 2013/14. Nachdem er dort das Spieljahr als einer der besten Scorer der Liga abgeschlossen hatte, unterschrieb er zur Saison 2014/15 einen Vertrag bei Helsingfors IFK und spielte fortan wieder in der höchsten finnischen Liga. In der Spielzeit 2015/16 wechselte er zum Ligakonkurrenten Vaasan Sport, konnte hier aber vor allem in seiner zweiten Saison nicht überzeugen, was zur Folge hatte, dass im Dezember 2016 sein Vertrag aufgelöst wurde.
Daraufhin wechselte der Angreifer nach Deutschland zum ESV Kaufbeuren in die DEL2, wo er auf Anhieb überzeugen konnte. Nach einer Vertragsverlängerung im Sommer 2017 wurde er in der Saison 2017/18 mit 66 Punkte sechstbester Scorer der DEL2-Hauptrunde. Im April 2018 verlängerte Blomqvist seinen Vertrag in Kaufbeuren um ein weiteres Jahr. In der Saison 2018/19 steigerte er nochmals und erzielte in 50 Hauptrundenspielen insgesamt 70 Scorerpunkte. Im Spiel gegen den Deggendorfer SC am 21. Oktober 2018 schoss er sieben Tore und war am Ende der Hauptrunde ligaweit der beste Torschütze. Im März 2019 verlängerte Blomqvist seinen laufenden Vertrag abermals und verteidigte seine Torjägerkrone aus dem Vorjahr in der Spielzeit 2019/20. Nach seinem Wechsel zum Ligarivalen Bayreuth Tigers im April 2022, wo er einen Dreijahresvertrag unterzeichnet hatte, konnte er nicht an seine Leistungen beim ESVK anknüpfen, musste oft als überzähliger Kontingentspieler aussetzen und erlitt im Januar 2023 eine Verletzung. Nach dem Abstieg Bayreuths in die Oberliga kehrte er im Juli 2023 nach Kaufbeuren zurück.

## Erfolge und Auszeichnungen
| - 2007 Finnischer U20-Vizemeister mit den Espoo Blues - 2008 Finnischer Vizemeister mit den Espoo Blues - 2009 Bester Torschütze der Nuorten SM-liiga-Hauptrunde - 2009 Finnischer U20-Meister mit den Espoo Blues - 2009 Topscorer der Nuorten SM-liiga-Playoffs | - 2009 Bester Torschütze der Nuorten SM-liiga-Playoffs - 2012 Meister der Mestis mit Vaasan Sport - 2019 Bester Torschütze der DEL2-Hauptrunde - 2020 Bester Torschütze der DEL2-Hauptrunde |

## Karrierestatistik
Stand: Ende der Saison 2024/25
(Legende zur Spielerstatistik: Sp oder GP = absolvierte Spiele; T oder G = erzielte Tore; V oder A = erzielte Assists; Pkt oder Pts = erzielte Scorerpunkte; SM oder PIM = erhaltene Strafminuten; +/− = Plus/Minus-Bilanz; PP = erzielte Überzahltore; SH = erzielte Unterzahltore; GW = erzielte Siegtore; 1 Play-downs/Relegation; Kursiv: Statistik nicht vollständig)